# ماریانو ریجیلو
ماریانو ریجیلو (انگلیسی: Mariano Rigillo؛ زادهٔ ۱۲ سپتامبر ۱۹۳۹) بازیگر اهل ایتالیا است.
از فیلم‌هایی که وی در آن نقش داشته‌است، می‌توان به تقدیم به رم با عشق، ایل پوستینو: پستچی، لوئیزا سانفلیچه، مزرعه چکاوک‌ها، یک مرد محترم و مردان مزدور اشاره کرد.